# Terchová
Terchová  (sr. Тјерхова)) je naselje u Žilinskom kraju i  Okrugu Žilina, sjeverna Slovačka.

## Zemljopis
Terchová je turističko naselje u najposjećenijem zimovalištu u Slovačkoj, Vrátna dolina, u planini Mala Fatra, oko 25 km istočno od grada Žilina. Središtem naselja protječe rijeka Varínka.
Klima je umjereno-kontinentalna. Ljeta su topla, a zime hladne i snježne. Zbog položaja u dolini među planinama je temperatura nešto niža i ima dovoljno padalina.

## Povijest
Naselje je osnovano 1580. godine, ali je područje bilo naseljeno i prije njegova osnutka. Prvobitno naselje Vlaha iz razdoblja vlaške kolonizacije, polako se počelo mijenjati u poljoprivredno naselje dolaskom mnogih novih doseljenika u 17. stoljeć. U 19. stoljeću je zbog nekoliko suša i pošasti veliki broj stanovnika emigrirao u SAD, Kanadu i Argentinu. Pred kraj Drugog svjetskog rata polovica starog drvenog dijela sela je izgorjela. Tijekom prvih poslijeratnih godina ona je obnovljena u sklopu dvogodišnjeg plana. Selo je najpoznatije po tome što je mjesto u kojem je rođen i odrastao Juraj Jánošík, slovački odmetnik i nacionalna legenda iz 18. st.

## Stanovništvo
| Godina:     | 1994. | 2004.   | 2014.   | 2024.   |
| ----------- | ----- | ------- | ------- | ------- |
| Broj ljudi: | 4056  | 4073    | 4038    | 3939    |
| Razlika:    |       | +0,41 % | −0,85 % | −2,45 % |

| Godina:     | 2023. | 2024.   |
| ----------- | ----- | ------- |
| Broj ljudi: | 3955  | 3939    |
| Razlika:    |       | −0,40 % |

## Kultura
Selo je uglavnom poznato po svojoj kulturnoj tradiciji i kao središte turizma. Od ranih 60-ih godina svake godine se održava kulturni festival poznat kao Janošikovi dani. U blizini sela u dolini Vratarima nalazi se centar za ljetni i zimski turizam i skijališta. Tu je i stalna izložba Považskog muzeja Žiline pod nazivom „Janošik i Terchová”.

### Terchovska glazba
Važan dio narodne umjetnosti Terchová je glazba koja se prenosila s koljena na koljeno. Najprije je postojala kao pjevanje kojemu su dodane trávnice, zviždaljke i kasnije gudački instrumenti. Gudačku skupinu čine jedna ili dvije prve violine, kontrabas i basist (koji čine određeno udvojavanje koje se zove „basičke”). U ranijim vremenima glazbenici su sami proizvodili instrumente, proizvedene od svojih drvenih sanduka, tzv. „kutije”. Stoga se Terchovská glazba ponekad naziva „glazba kutija”. Terchovská glazba je od 2013. god. upisana na UNESCO-ov popis nematerijalne svjetske baštine u Europi

## Znamenitosti
- Crkva sv. Ćirila i Metoda, prva slovačka crkva posvećena zaštitnicima Europe. Crkva je izgrađena od 1942. – 1949. godine, a unutra su drvene skulpture solunskih misionara, kameni žrtveni oltar terchovskih klesara iz 1976. god. Na prozorima su urezani motivi iz razdoblja Ćirila i Metoda.
- Terchovski drveni krevetić, drvene jasle koje su napravili domaći majstori podijeljene na dva dijela; prvi je posvećen Terchovskim starim narodnim obrtima, a drugi biblijskom Novom zavjetu. Prvi put je izložen na Božić 1976. godine.

## Poznate osobe
- Jozef Stašo (*1903 – † 1951), SDB, rimokatolički svećenik, tajnik u apostolskoj nuncijaturi u Bratislavi.[8]